# Riste Pandev
Riste Pandev (Novo Selo, 25. siječnja 1994. - ) je makedonski atletičar, sprinter i trkač na kratke staze. 2013. za Makedoniju je nastupao na utci na 100 metara na Svjetskom prvenstvu u atletici 2013. u Moskvi. Riste drži makedonski državni rekord na 100 metara, s vremenom od 10,61 s, koji je istrčao u Pravetsu, u Bugarskoj 15. lipnja 2013. 6. srpnja 2014. postavio je novi makedonski državni rekord u utrci na 200 metara, s vremenom od 21,65 sekundi, u švicarskom gradu La Chaux-de-Fonds.

## Karijera

### 2015.
Pandev je na Svjetskom prvenstvu u atletici 2015. u Pekingu bio jedini predstavnik Makedonije. Natjecao se na utrci na 100 metara, gdje je došao do četvrtzavršnice, zauzevši u kvalifikacijama 12. mjesto. U četvrtzavršnici natjecanja istrčao je 11,31 s, što je bilo dovoljno tek za 53. mjesto koje ne vodi u poluzavršnicu.
| Atletičar    | Disciplina | Kvalifikacije | Kvalifikacije | Četvrtzavršnica | Četvrtzavršnica | Poluzavršnica | Poluzavršnica | Završnica | Završnica |
| Atletičar    | Disciplina | Vrijeme       | Rank          | Vrijeme         | Plasman         | Vrijeme       | Plasman       | Vrijeme   | Plasman   |
| ------------ | ---------- | ------------- | ------------- | --------------- | --------------- | ------------- | ------------- | --------- | --------- |
| Riste Pandev | 100 metara | 10,94         | 12. Q         | 11,31           | 53.             | DNA           | DNA           | DNA       | DNA       |

- DNA - nije se kvalificirao (eng. Did not advance)
- Q - kvalificirao se

## Osobni rekordi i postignuća
* S Kristijanom Efremovom, Ristom Ajadarovom i Sašom Golubićem. 